# Kuromukuro
Kuromukuro (クロムクロ?) es una serie televisiva de anime japonesa del subgénero mecha producido por la compañía Progressive Animation Works, con la dirección de Tensai Okamura, guion de Ryō Higaki, diseño de Yuriko Ishii y música de Hiroaki Tsutsumi.
La serie fue producida durante la conmemoración del 15 aniversario de P.A.Works. Inició su emisión en Japón el 7 de abril de 2016 y su trasmisión internacional es por Netflix.

## Argumento
Hace 60 años fueron descubiertos un extraño mecha y un cubo en la presa Kurobe. En la actualidad las Naciones Unidas realizan investigaciones sobre estos artefactos. Cuando unos aliens con una aparente relación de ogros mitológicos japoneses invaden la tierra.
Yukina Shirahane, hija de una directora de la ONU, dispara accidentalmente el cubo, liberando a Kennosuke Tokisada Ouma, un samurái que ha estado en criostasis durante siglos y es el operador del mecha, que está en contra de la invasión de los oni a la Tierra tal como lo hizo en su época. Con la ayuda de la familia de Yukina intenta adaptarse a la vida en la era moderna.

## Banda sonora

### Tema de apertura
1. "Deathtopia" (デストピア) por Glay (ep. 1-13)
2. "Chou Onsoku Destiny" (超音速デスティニー) por Glay (ep. 14-26)

### Tema de cierre
1. "Realistic" (リアリ・スティック)" por MICHI (ep. 1-13)
2. "Eien Loop" (永遠ループ)" por Ami Wajima (ep. 14-26)